# Diagrama TS

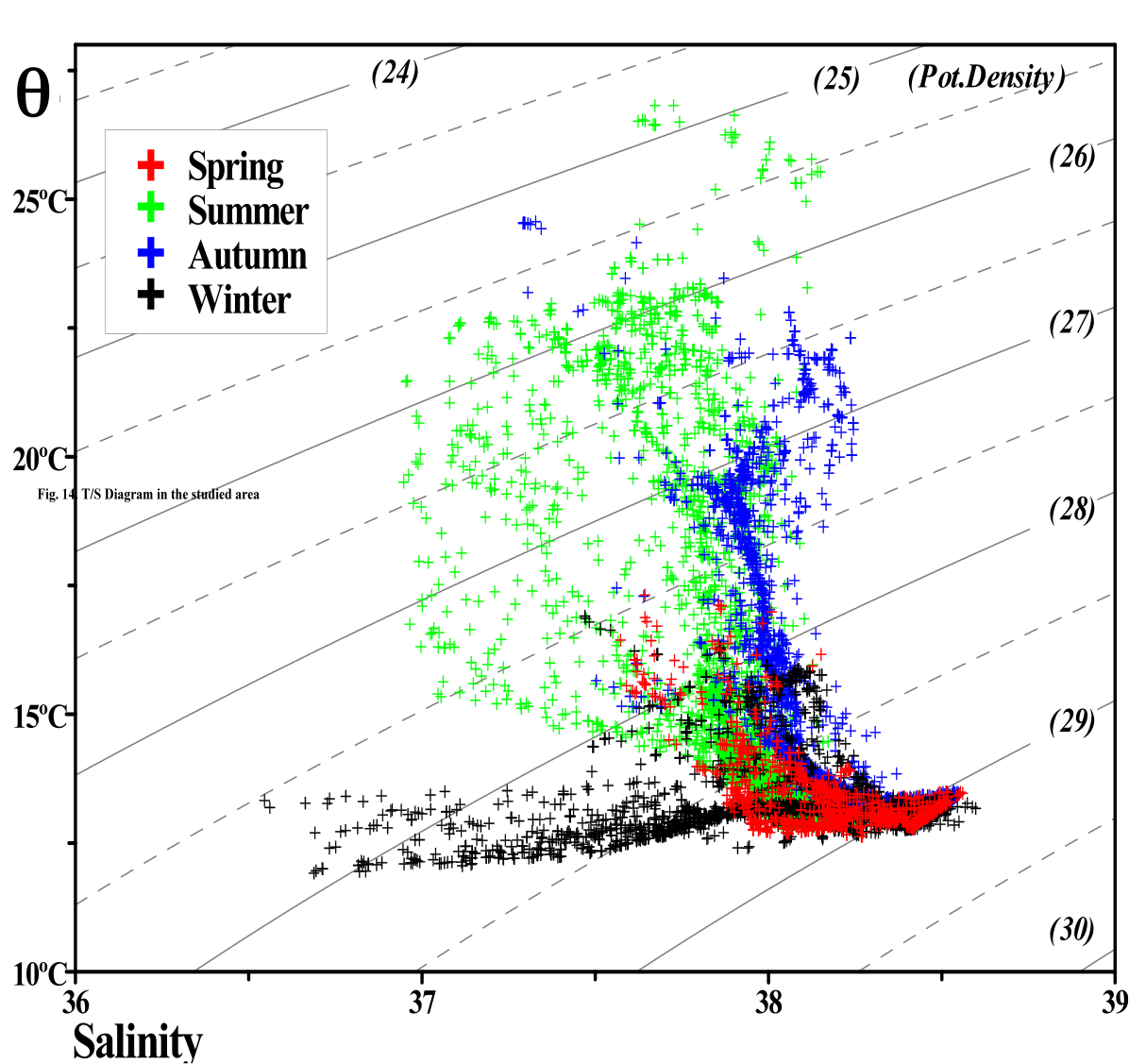
Diagrama TS de la Mediterrània nord-occidental

El diagrama TS, en oceanografia, és una representació gràfica en la qual la salinitat és representada a l'eix de les abscisses i la temperatura és representada a l'eix de les ordenades, i on cada parell de valors corresponent a una profunditat i a una estació està determinat per un punt del gràfic. Introduït per Bjørn Helland-Hansen l'any 1916, aquest diagrama és una eina clau per a la descripció dels processos físics en els oceans, la identificació de masses d'aigua diferents i els fenòmens de mescla que experimenten.

## Història

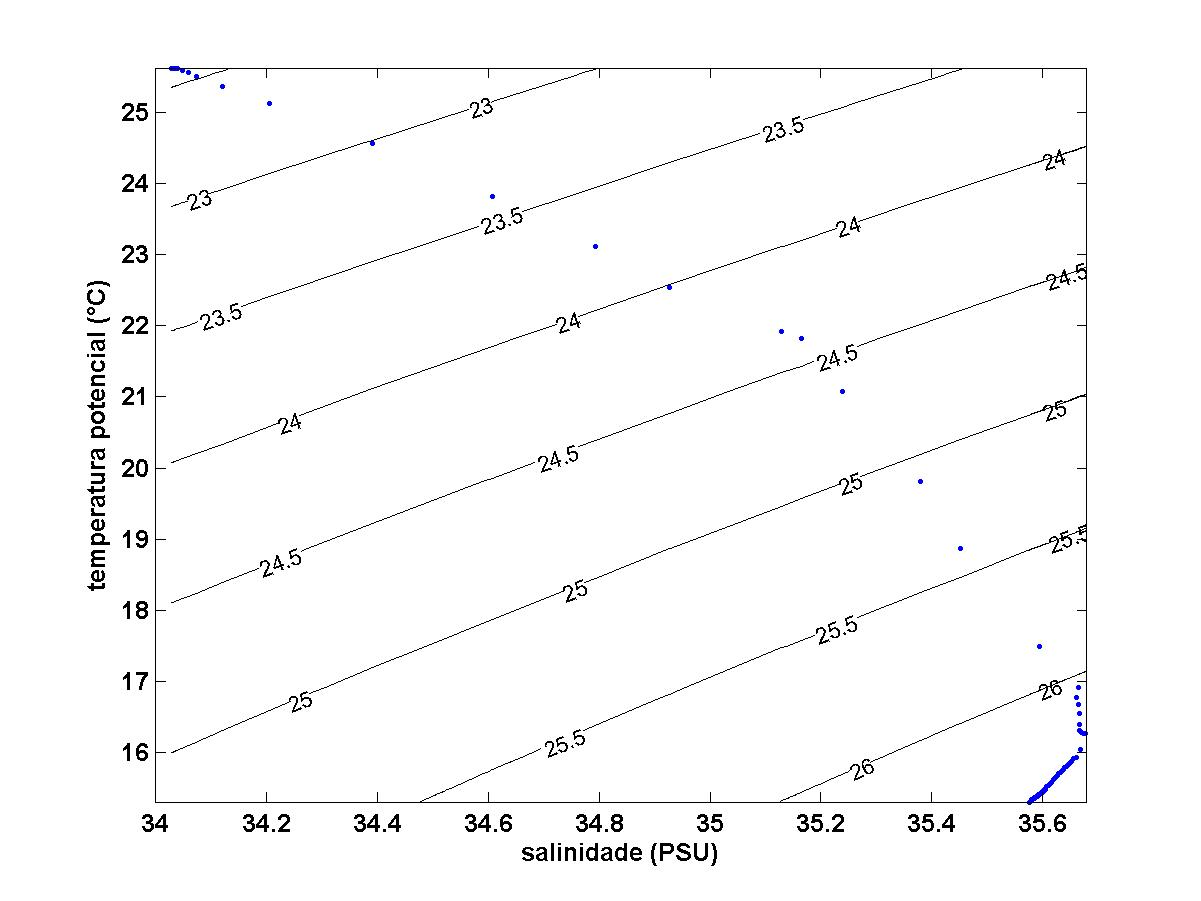
Exemple de diagrames T-S amb aïllats de densitat potencial. Aquest diagrama es va fer a partir de les dades recollides amb CTD a la zona costanera del Golf de Guinea.

Els diagrames TS van sorgir a principis del segle XX i es van emprar en estudis de cossos d'aigua i les seves barreges a l'oceà global. El 1911, el científic Björn Helland-Hansen va ser el primer a traçar dades de temperatura i salinitat en un plànol cartesià, creant així un diagrama TS. Va descriure variacions de temperatura i salinitat en mostres d'aigua oceànica, demostrant la capacitat pràctica del diagrama TS. A mitjan segle xx, el científic V. B. Shtokman va descriure la teoria analítica de les corbes TS.

## Representació i ús

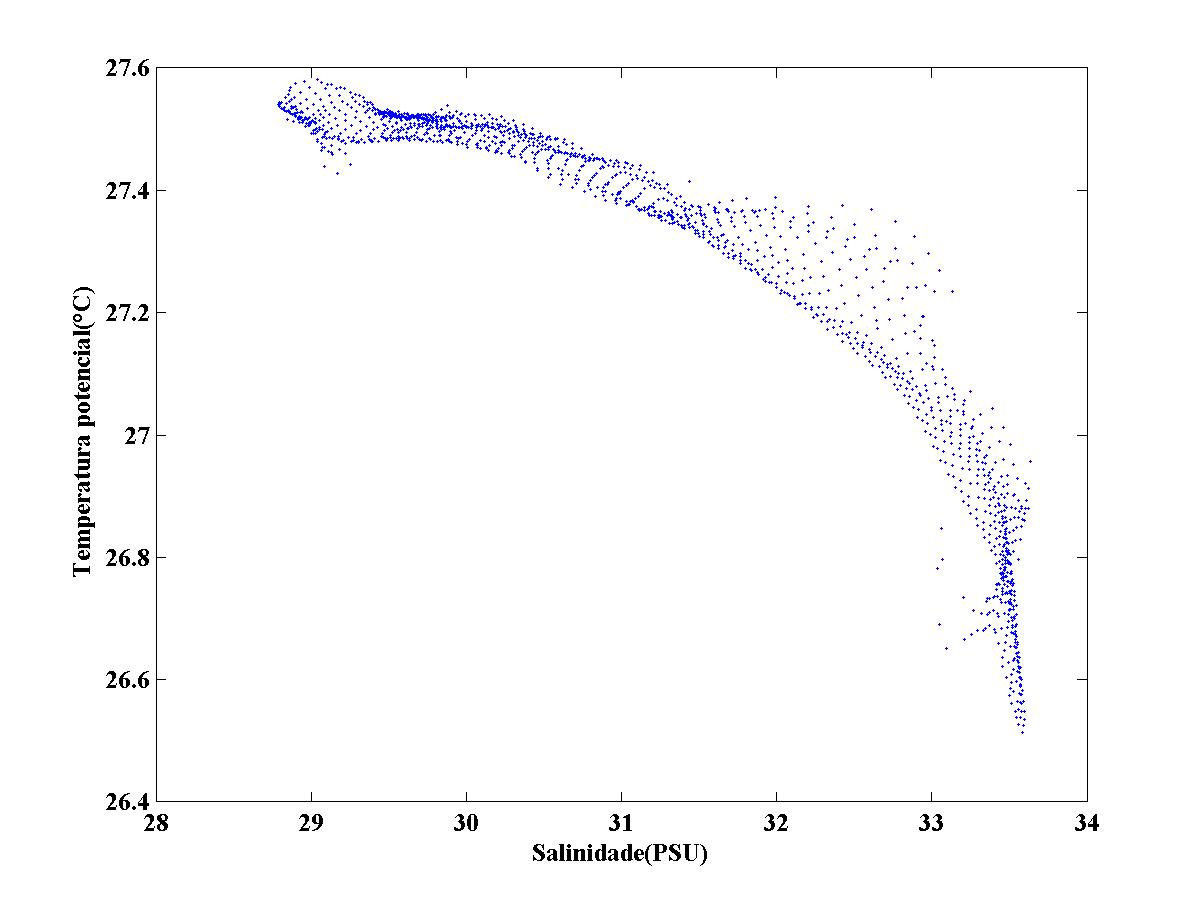
Exemple de diagrama T-S sense aïllaments de densitat potencial. Aquest diagrama es va fer a partir de dades obtingudes a 2 m de profunditat a l'oceà Atlàntic (latituds d'1 ° S a 6 ° N i longituds de 3 ° E a 10 ° E).

Hi ha alguns tipus de representació del diagrama TS. Per exemple, es pot representar amb aïllats de la mateixa densitat o sense aquests aïllats. Tenint en compte que la densitat d'aigua de mar és funció de la salinitat, la temperatura i la pressió, és ideal que aquesta variable sigui representada al diagrama TS. Així, la representació amb isolants de densitat és la més utilitzada en l'oceanografia física perquè facilita l'estudi dels cossos d'aigua. El diagrama TS també es pot utilitzar per estudiar cossos d'aigua només dins d'un determinat rang de la columna d'aigua, com la superfície oceànica.